# スーザン・ウォード
スーザン・ウォード（Susan Ward, 1976年4月15日 - ）は、アメリカ合衆国ルイジアナ州出身の女優である。

## 人物
ルイジアナ州モンローにて誕生。幼少時は地元のキリスト教系の小学校に通っていた 。
13歳のころからモデル業を始め、数年後俳優業の腕試しをするために学校を中退しニューヨークへ移住した。一時期ノースイーストルイジアナ大学（現ルイジアナ大学モンロー校）に通っていた。1995年メロドラマ All My Childrenに出演し、その後アーロン・スペリングがプロデュースした若者向けドラマMalibu Shoresのキャストになった。1996年後半、ウォードはスペリングが手掛けた昼のメロドラマ『サンセット・ビーチ』でメインキャラクター Meg Cummingsを務めることが決まり、ドラマは97年から99年まで放送された。
99年、ウォードは映画にも進出し、サスペンス映画『ダークサマー』で、メインキャラクターの一人である女子高生ブリタニーを演じた。この映画の興行収入は惨憺たるものだったが、ケーブルテレビでの放映やホームビデオの売れ行きは悪くなかった。
翌年には『愛しのローズマリー』で脇役として出演し、その後もOVAやTVでのゲスト出演を続けた。
2009年テレビドラマ『跳べ!ロックガールズ メダルへの誓い』でクロエ役で出演した。
2005年6月4日、ウォードは『ダークサマー』の制作会社であるTemplate:モーガン・クリーク・プロダクションズの副社長 デヴィッド・C・ロビンソンと結婚し、
ウォードの友人であるDr. D.H. Clarkが結婚式の場でパフォーマンスを行った 。
2013年6月14日、男子を出産し、一児の母となった。

## 出演作品

### 映画
- 俺たちヒップホップ・ゴルファー
- 愛しのローズマリー（ジル）
- ダークサマー（ブリタニー）

### テレビシリーズ
- Major Crimes ～重大犯罪課 シーズン1
- 跳べ!ロックガールズ ～メダルへの誓い シーズン3
- 跳べ!ロックガールズ ～メダルへの誓い シーズン2
- 跳べ!ロックガールズ ～メダルへの誓い シーズン1
- クリミナル・マインド4 FBI行動分析課
- ジャック・ハンター3 呪われた黄金の冠
- 名探偵モンク５第１話
- CSI:5 科学捜査班
- CSI:マイアミ3
- フレンズ 9th Season
- サンセット・ビーチ

### オリジナルビデオ
- ワイルドシングス2（ブリトニー・ヘイヴァース）